# Алатскиви (волость)
Алатскиви (эст. Alatskivi) — бывшая волость в Эстонии в составе уезда Тартумаа.

## Положение
Площадь волости — 128,38 км², численность населения на 1 января 2011 года составляла 1404 человека.
Административным центром волости был посёлок Алатскиви. Помимо этого на территории волости находились ещё 32 деревни.